# Hiéroglyphe égyptien D37
Le hiéroglyphe égyptien D37 (bras tendu offrant un pain) est classifié dans la section D « Parties du corps humain » de la liste de Gardiner ; il y est noté D37.

## Représentation
Il représente un bras tendu tenant un pain conique (hiéroglyphe X8). Il est translittéré jmj, mj, m, rdj, d, dj ou ḏ.

## Utilisation
C'est dans les Textes des pyramides un idéogramme ou déterminatif (très rare)
| X8 | G17 | D37 |

| X8 | G17 | D37 |

d'où découle son utilisation en tant que phonogramme bilitère de valeur mj ou simplement unilitère de valeur m.
| D38 |

| D38 |

| D40 |

| D40 |

| D44 |

| D44 |

| X8 |

| X8 |

| r · D37 |

| r · D37 |

| D37 |

| D37 |

| D37 · D37 | w | O49 |

| D37 · D37 | w | O49 |

## Exemples de mots
| i | t · D37 | A40 |

| i | t · D37 | A40 |

| h | s | D37 · q · D54 |

| h | s | D37 · q · D54 |

| D37 · D37 | i | N33B · Z2 |

| D37 · D37 | i | N33B · Z2 |